# Université de L'Aquila
L'université de l'Aquila (en italien, Università degli studi dell'Aquila) est une université italienne, fondée en 1596, à l'Aquila.

## Histoire

### Les suites du séisme de 2009
Les locaux de l'université sont touchés par le séisme de 2009 à L'Aquila. L'établissement est alors obligé de se tourner vers des locaux provisoires en périphérie de la ville, mais reste ouverte pendant le temps que dure la construction.

## Recteurs
- 1964-1967 : Vincenzo Rivera
- 1967-1972 : Ernesto Pontieri
- 1972-1981 : Giuliano Sorani
- 1981-1995 : Giovanni Schippa
- 1995-2004 : Luigi Bignardi
- 2004-2013 : Ferdinando Di Orio
- Depuis 2013 : Paola Inverardi